# Frederik Willem Krieger

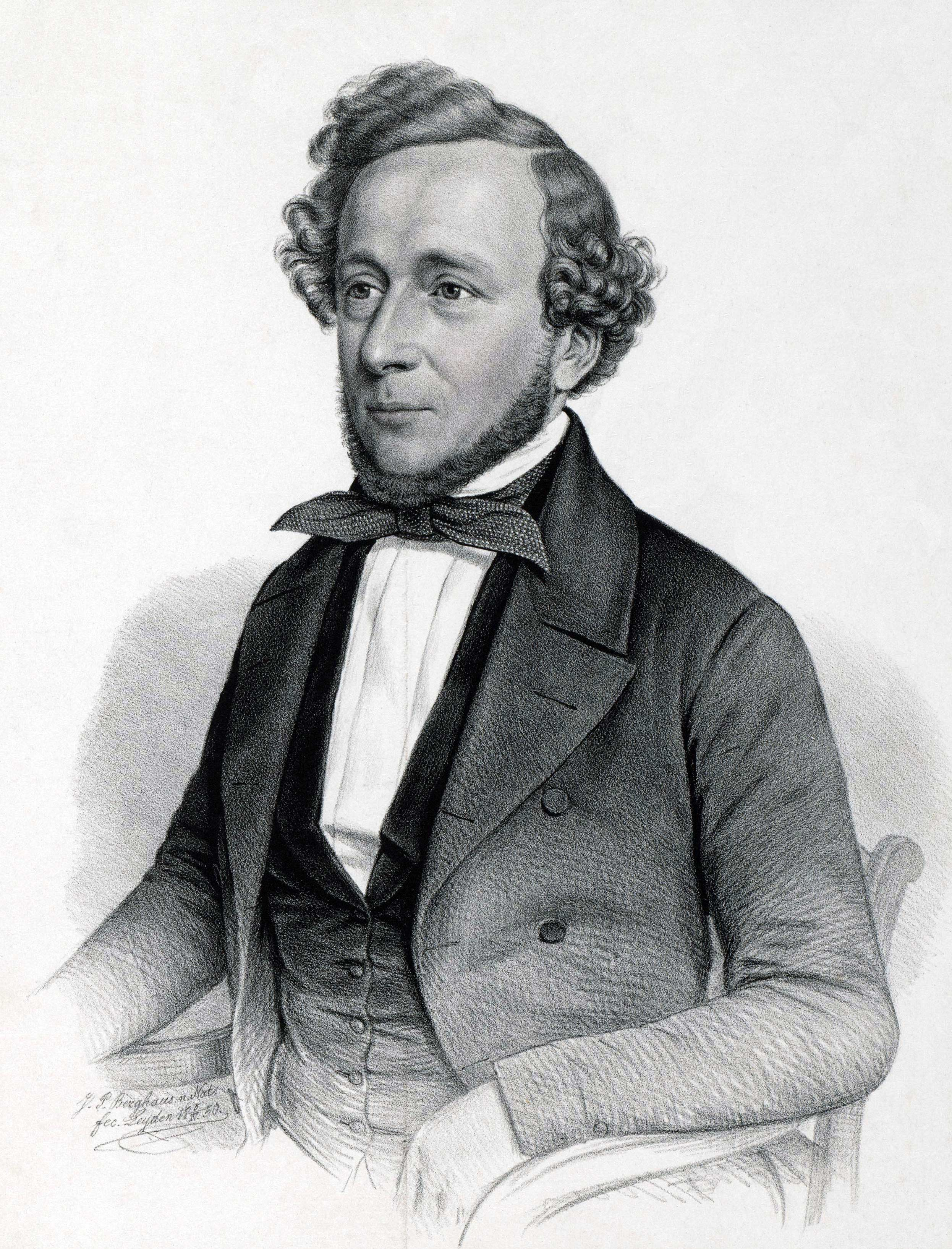
Frederik Willem Krieger

Frederik Willem Krieger auch: Krüger (* 23. November 1805 in Rotterdam; † 24. August 1881 in Leiden) war ein niederländischer Mediziner.

## Leben
Der Sohn des Arztes Jacob Krieger und dessen Frau Christina Maria van den Snoek, hatte ab 1819 die Erasmusschule seiner Geburtsstadt besucht und diese mit der Rede de expeditionibus cruciatis verlassen. Am 10. September 1822 immatrikulierte er sich an der Universität Groningen, um ein Studium der Medizin zu absolvieren. Da er sich mehr mit deutscher und französischer Literatur, als mit der Medizin beschäftigte, wurde er von seinem Vater 1825 in die Rotterdamer Buchhandlung seines Onkels bei der Firma Krieger und Co gebracht. Hier war er drei Jahre tätig. Danach zog er an die Universität Berlin, wo er sich am 4. April 1829 immatrikulierte, um erneut Medizin zu studieren. Hier blieb er zweieinhalb Jahre, widmete sich vor allem anatomischen und physiologischen Studien bei Karl von Graefe, Johann Nepomuk Rust, Johann Christian Jüngken (1793–1875) und Johann Friedrich Dieffenbach. Nach einem kurzen Aufenthalt bei seiner Familie in Rotterdam, kehrte er im Oktober 1831 nach Groningen zurück. Hier promovierte Krieger am 18. Dezember 1834 mit der Abhandlung Diss. de graviditate tubariaeiusque casu Groningae observato zum Doktor der Medizin, am 27. Mai 1835 zum Doktor der Geburtshilfe und am 2. Juni desselben Jahres zum Doktor der Chirurgie. Während seiner Studienzeit in Groningen war er Assistent am dortigen Cholerakrankenhaus. 
Nach seiner Studienzeit kehrte er in seine Heimatstadt zurück, wo er sich als Arzt etablierte. Am 6. Juli 1836 wurde er Lektor der klinischen Schule in Rotterdam und man ernannte ihn 1842 zum Stadtarzt. Am 22. April 1848 wurde Krieger per königlichen Beschluss als Professor der Medizin, mit dem Lehrauftrag für Chirurgie und Augenheilkunde, an die Universität Leiden berufen. Dieses Amt übernahm er am 23. September 1848 mit der Antrittsrede De progressibus quos nostra praesertim aetate per anatomiam pathologicam fecit chirurgia und eröffnete seine Vorlesungen am 25. September mit dem Thema Over de wijze waarop de heelkunde moet worden aangeleerd en uitgeoefend. Ab 1851 unterrichtete er Anthropologie sowie Rechtsmedizin und beteiligte sich auch an den organisatorischen Aufgaben der Hochschule. In dieser Eigenschaft wurde er 1854/55 auch Rektor der Alma Mater, welche Aufgabe er mit der Rede Fatorum academiae Lugduno-Batavae anno 1854-55 enarratio niederlegte. 
Aufgrund gesundheitlicher Einschränkungen, er war an Melancholie erkrankt, bat er um seine Entlassung aus der Professur, welche am 3. Juni 1869 per königlichen Beschluss mit seiner Emeritierung erfolgte. Nach seiner Pensionierung arbeitete er noch an einer Geschiedenis der Steensnijding (Geschichte der Steinschneidung), welche sich als Handschrift in der Leidener Universitätsbibliothek befindet. Krieger war Mitglied mehrerer Gelehrtengesellschaften. So 1835 bei der Gesellschaft zur Förderung der wissenschaftlich und freien Literatur in Rotterdam, 1839 korrespondierendes Mitglied der Gesellschaft ‘Vis unita fortior’ in Hoorn, 1841 korrespondierendes Mitglied des Cercle médico-chirurgical in Brüssel, 1848 Außerordentliches Mitglied der Societas medica in Rotterdam, 1848 Ehrenmitglied der Gesellschaft zur Förderung der Kuhpockenimpfung in Rotterdam, 1850 Mitglied der Gesellschaft zur Förderung der Medizin und Chirurgie in Amsterdam, 1851 Mitglied der provinziellen Utrechtschen Gesellschaft der Künste und Wissenschaften und 1861 Mitglied der Gesellschaft der niederländischen Literatur in Leiden.
Krieger hatte sich am 3. Mai 1843 in Rotterdam mit Maria van Gilse van der Pals (* 21. Februar 1822 in Rotterdam; † 1. April 1891 in Arnhem), die Tochter des Cornelis van Gilse van der Pals und der Johanna van Staveren, verheiratet. Aus der Ehe stammen zwei Töchter, wovon sich eine mit dem Arzt in Arnhem Dr. Joannes Conradus Ludovicus Sicherer (* um 1840 in Leiden) verheiratete.

## Werke (Auswahl)
- De graviditate tubaria. Dissertatio inauguralis. Groningen 1834
- De besmettelyke ontsteking der pisbuis. Gorinchem 1847
- Practisch Handboek der klinische Heelkunde. Gorinchem 1847-51, 1. Teil mit Machiel Polano (1813–1878)
- De progressibus quos nostra praesertim aetate per anatomiam pathologicam fecit chirurgia. Leiden 1849
- Fatorum Academiae Lugduno-Batavae anno 1854-1855. Leiden 1856 (Online)